# David Greenwood
Dave Kasim Greenwood (ur. 27 maja 1957 w Lynwood, zm. 8 czerwca 2025 w Riverside) – amerykański koszykarz, występujący na pozycjach skrzydłowego oraz środkowego, mistrz NBA z 1990.

## Osiągnięcia
NCAA
- dwukrotny zawodnik roku konferencji Pac-10 (1978, 1979)[3]
- Zaliczony do  I składu[4]:
  - All-American (1978, 1979)
  - Pac-10 (1977–1979)

NBA
- Mistrz NBA (1990)[2]
- Zaliczony do składu I składu debiutantów NBA (1980)[5]